# Demetri II de Macedònia
Demetri II de Macedònia（grec antic: Δημήτριος) fou fill d'Antígon II Gònates, rei de Macedònia i de Fila, succeint al seu pare el 239 aC. Era net de Demetri Poliorcetes.
El 266 aC o 265 aC Justí diu que es va distingir derrotant a Alexandre II de l'Epir que havia envaït el regne de Macedònia, però molts historiadors pensen que era massa jove (uns 12 anys). Estava casat amb Estratonice, filla d'Antíoc I Sòter.
Va regnar 10 anys. Probablement al començament del seu regnat, Olimpíada, vídua d'Alexandre II de l'Epir, buscant la seva aliança, li va donar en matrimoni a la seva filla Ftia, però Demetri no va impedir la mort d'Olimpíada i els seus dos fills ni va fer res per la seva venjança. La seva dona Estratonice va tenir un gran disgust per aquest segon matrimoni i el va abandonar i se'n va tornar a Síria segons diu Polibi.
Va tenir bones relacions amb els tirans de les ciutats del Peloponnès que s'oposaven a la Lliga Aquea. Després va estar en guerra contra la Lliga Etòlia per la possessió de l'Acarnània i es va aliar als aqueus, i va obtenir alguns èxits parcials. Va tenir com a aliats en aquesta guerra als beocis i a Agró rei d'Il·líria.
Va sofrir una important derrota a mans dels dàrdans de la frontera nord-oest que li van causar fortes pèrdues però no se sap en quin període del seu regnat va passar. Va morir el 229 aC i el va succeir Antígon III Dosó, segons diuen Pompeu Trogus i Titus Livi.